# Amaurobius deelemanae
Amaurobius deelemanae är en spindelart som beskrevs av Thaler och Knoflach 1995. Amaurobius deelemanae ingår i släktet Amaurobius och familjen mörkerspindlar. Inga underarter finns listade i Catalogue of Life.